# دنیل باتلر (دوچرخه‌سوار)
دنیل باتلر (انگلیسی: Daniel Butler; ۱ ژوئن ۱۹۴۴ – ۲۳ اوت ۱۹۷۰) دوچرخه‌سوار اهل ایالات متحده آمریکا بود. وی در بازی‌های المپیک تابستانی ۱۹۶۸ شرکت کرده است.